# Équipe cycliste Lidl-Trek Future Racing
Cet article concerne l'équipe continentale. Pour l'équipe World Tour, voir Équipe cycliste masculine Lidl-Trek.
L'équipe continentale Lidl-Trek Future Racing est une équipe cycliste masculine étatsunienne. Créée en 2024, elle a le statut d'équipe continentale, a vocation à former de jeunes coureurs et est associée à l'équipe World Tour du même nom. 
Le maillot de l'équipe est identique à celui de l'équipe World Tour.

## Principales victoires

### Championnats du monde
- Cyclisme sur route : 1
  - Course en ligne espoirs : 2024 (Niklas Behrens)

### Courses d'un jour
- Youngster Coast Challenge : 2024 (Niklas Behrens)
- Paris-Roubaix espoirs : 2024 (Tim Torn Teutenberg)
- Chrono des Nations espoirs : 2024 (Jakob Söderqvist)

### Courses par étapes
- Olympia's Tour : 2024 (Tim Torn Teutenberg)
- Tour de Bretagne : 2024 (Jakob Söderqvist)

### Championnats nationaux
- Championnats d'Allemagne sur route : 2
  - Course en ligne espoirs : 2024 (Niklas Behrens)
  - Contre-la-montre espoirs : 2024 (Tim Torn Teutenberg)
- Championnats du Luxembourg sur route : 2
  - Course en ligne espoirs : 2024 (Mats Wenzel)
  - Contre-la-montre espoirs : 2024 (Mats Wenzel)
- Championnats de Suède sur route : 1
  - Contre-la-montre : 2024 (Jakob Söderqvist)

## Classements UCI
L'équipe participe aux épreuves des circuits continentaux et principalement les courses du calendrier de l'UCI America Tour. Le tableau ci-dessous présente les classements de l'équipe sur le circuit, ainsi que son meilleur coureur au classement individuel. 
UCI America Tour
| UCI America Tour | UCI America Tour       | UCI America Tour                          | UCI America Tour |
| Année            | Classement par équipes | Meilleur coureur au classement individuel |                  |
| ---------------- | ---------------------- | ----------------------------------------- | ---------------- |
| 2024             | 1er                    | Cole Kessler (498e)                       |                  |
|                  |                        |                                           |                  |
| Source : UCI     |                        |                                           |                  |

UCI Europe Tour
| UCI Europe Tour | UCI Europe Tour        | UCI Europe Tour                           | UCI Europe Tour |
| Année           | Classement par équipes | Meilleur coureur au classement individuel |                 |
| --------------- | ---------------------- | ----------------------------------------- | --------------- |
| 2024            | -                      | Niklas Behrens (172e)                     |                 |
|                 |                        |                                           |                 |
| Source : UCI    |                        |                                           |                 |

UCI Oceania Tour
| UCI Oceania Tour | UCI Oceania Tour       | UCI Oceania Tour                          | UCI Oceania Tour |
| Année            | Classement par équipes | Meilleur coureur au classement individuel |                  |
| ---------------- | ---------------------- | ----------------------------------------- | ---------------- |
| 2024             | -                      | Cameron Rogers (80e)                      |                  |
|                  |                        |                                           |                  |
| Source : UCI     |                        |                                           |                  |

L'équipe est également classée au Classement mondial UCI qui prend en compte toutes les épreuves UCI et concerne toutes les équipes UCI.
| Classement mondial | Classement mondial     | Classement mondial                        | Classement mondial |
| Année              | Classement par équipes | Meilleur coureur au classement individuel |                    |
| ------------------ | ---------------------- | ----------------------------------------- | ------------------ |
| 2024               | 31e                    | Niklas Behrens (215e)                     |                    |
|                    |                        |                                           |                    |
| Source : UCI       |                        |                                           |                    |

## Lidl-Trek Future Racing en 2025
Effectif
| Effectif 2025            | Effectif 2025     | Effectif 2025 | Effectif 2025                            |
| Cycliste                 | Date de naissance | Pays          | Équipe précédente                        |
| ------------------------ | ----------------- | ------------- | ---------------------------------------- |
| Nils Aebersold           | 15 février 2003   | Suisse        | Trek Future Racing (2023)                |
| Héctor Álvarez Martinez  | 12 décembre 2006  | Espagne       | Lucta-Granja Rinya-InfinObras (2024)     |
| Andrea Bessega           | 30 mars 2006      | Italie        | Borgo Molino Vigna Fiorita (2024)        |
| Kristian Egholm          | 16 mars 2004      | Danemark      | Restaurant Suri-Carl Ras (2023)          |
| Patrick Frydkjær         | 19 mars 2005      | Danemark      | Team NPV-Carl Ras Roskilde Junior (2023) |
| Sebastian Grindley       | 24 avril 2006     | Royaume-Uni   | Fensham Howes-MAS Design (2024)          |
| Cole Kessler             | 20 mai 2003       | États-Unis    | Israel Premier Tech Academy (2023)       |
| Louis Leidert            | 16 mai 2005       | Allemagne     | Rose Team NRW (2023)                     |
| Matteo Milan             | 22 janvier 2003   | Italie        | Cycling Team Friuli ASD (2023)           |
| Liam O'Brien             | 16 mai 2005       | Irlande       | Fermoy Cycling Club (2023)               |
| Martin Pedersen          | 28 janvier 1998   | Danemark      | Restaurant Suri-Carl Ras (2023)          |
| Cameron Rogers           | 16 décembre 2004  | Australie     | Lotto Dstny Development Team (2023)      |
| Jakob Söderqvist         | 31 mai 2003       | Suède         | Svealand Cycling Team (2023)             |
| Paul Verbnjak            | 10 décembre 2001  | Autriche      |                                          |
|                          |                   |               |                                          |
| Source : ProCyclingStats |                   |               |                                          |

Victoires
| Victoires | Victoires | Victoires | Victoires | Victoires | Victoires |
| Date      | Course    | Pays      | Classe    | Vainqueur |           |
| --------- | --------- | --------- | --------- | --------- | --------- |